# Баланнинское сельское поселение
Баланнинское се́льское поселе́ние — муниципальное образование в Муслюмовском районе Татарстана Российской Федерации.
Административный центр — село Баланны.

## История
Статус и границы сельского поселения установлены Законом Республики Татарстан от 31 января 2005 года № 30-ЗРТ «Об установлении границ территорий и статусе муниципального образования "Муслюмовский муниципальный район" и муниципальных образований в его составе».

## Население
| 2010 | 2011 | 2012 | 2013 | 2014 | 2015 | 2016 |
| ---- | ---- | ---- | ---- | ---- | ---- | ---- |
| 753  | ↘751 | ↘718 | ↘675 | ↘657 | ↘639 | ↘627 |
| 2017 | 2018 |      |      |      |      |      |
| ↘603 | ↘578 |      |      |      |      |      |

## Состав сельского поселения
| № | Населённый пункт | Тип населённого пункта       | Население |
| - | ---------------- | ---------------------------- | --------- |
| 1 | Баланны          | село, административный центр |           |
| 2 | Чия-Тубя         | посёлок                      |           |
| 3 | Шуганка          | деревня                      |           |